# Джамилли (Ходжалинский район)
Джамилли (азерб. Cəmilli) — село в Ходжалинском районе Азербайджана, является центром Джамиллинского сельского административно-территориального округа.

## География
Село Джамилли входит в состав Джамиллинского сельского административно-территориального округа Ходжалинского района, при этом село Джамилли является центром этого сельского административно-территориального округа.

## История
В советский период на 1 января 1977 года село входило в состав Баллыджинского сельсовета Степанакертского района Нагорно-Карабахской автономной области (НКАО) Азербайджанской ССР. Указом Президиума Верховного Совета Азербайджанской ССР от 15 мая 1978 года было постановлено утвердить решение исполнительного комитета областного Совета народных депутатов Нагорно-Карабахской автономной области о переносе центра Степанакертского района из города Степанакерт (ныне Ханкенди) в рабочий посёлок Аскеран и переименовании Степанакертского района в Аскеранский район. В результате это село оказалось в составе Аскеранского района НКАО Азербайджанской ССР.
2 сентября 1991 года на совместной сессии Нагорно-Карабахского областного и Шаумяновского районного Советов народных депутатов была принята Декларация о провозглашении Нагорно-Карабахской Республики в границах Нагорно-Карабахской автономной области (НКАО) и сопредельного Шаумяновского района Азербайджанской ССР.
26 ноября 1991 года Верховный Совет Азербайджанский Республики принял закон «Об упразднении Нагорно-Карабахской автономной области Азербайджанской Республики». В этом законе было постановлено помимо упразднения Нагорно-Карабахской Автономной Области (НКАО), в том числе также и упразднение Аскеранского района, образование Ходжалинского района с центром в городе Ходжалы и передача территории упразднённого Аскеранского района в состав Ходжалинского района. В настоящее время село Джамилли является центром Джамиллинского сельского административно-территориального округа Ходжалинского района Азербайджана.
В ходе Карабахского конфликта село в начале 1990-х годов попало под контроль непризнанной Нагорно-Карабахской Республики (НКР), и согласно административно-территориальному делению которой находилось на территории Аскеранского района НКР.
Согласно Трёхстороннему Заявлению в ночь с 9 по 10 ноября 2020 года, подписанному по итогам Второй Карабахской войны, село перешло под контроль Российских миротворческих сил.
В результате боевых действий в сентябре 2023 года Азербайджан восстановил свой контроль над селом.

## Население
Согласно Кавказскому календарю на 1912 г., население села к 1910 г. составляло 100 человек, все армяне. В Кавказском календаря за 1915 год село указано также как армянское.
По переписи 1921 года население села — 125 человек, всё население было армянами.
По состоянию на 1 января 1933 года в селе проживало 226 человек (78 хозяйств), все — армяне.

## Известные уроженцы
- Салахов, Шакир Шамиль оглы — Национальный Герой Азербайджана[14].
- Самед-бек Джамиллинский — генерал-губернатор Нахчывана[15].